# Cuto del Porvenir
Cuto del Porvenir es una localidad mexicana que está situada en el municipio de Tarímbaro en el estado de Michoacán. Cuto del Porvenir está a 1899 metros de altitud.

## Población (2020)
Cuto posee una población de 5130 habitantes. 
| Año  | Habitantes Mujeres | Habitantes hombres | Total habitantes |
| ---- | ------------------ | ------------------ | ---------------- |
| 2020 | 2538               | 2590               | 5128             |
| 2010 | 2089               | 2058               | 4147             |
| 2005 | 1851               | 1802               | 3653             |